# Lorenzo Williams (baloncestista de 1984)
Lorenzo Williams (Killeen, Texas; 08 de noviembre de 1984) es un jugador de baloncesto estadounidense que juega en las filas del Parma Basket Perm de la VTB United League. Con 1.85 metros de estatura, juega en la posición de base. 

## Trayectoria
Formado durante cuatro temporadas en Rice Owls y tras no ser drafteado en 2007, sería seleccionado por el conjunto del Anaheim Arsenal de la NBA Development League pero no llegaría a debutar con el conjunto estadounidense. 
En enero de 2008 debutaría como profesional en las filas del Weißenhorn Youngstars en la Regionalliga. Unas semanas más tarde se unió a AB Cosmetics Pezinok con el que ganó la Slovakian Extraliga en la temporada 2007-2008 y en la siguiente temporada llegarían a la final de la eliminatoria perdiendo el último encuentro contra el equipo de Nitra.
En la temporada 2009-10, Williams regresó a Alemania para jugar en Giessen 46ers de la Basketball Bundesliga.
En la temporada 2010-11, Williams se marchó a Hungría, donde jugó para Zalakerámia-ZTE KK la Nemzeti Bajnokság I/A, pero en la parte final de la temporada, dejó el club y se unió al club ucraniano del Khimik Yuzhny de la Superliga de baloncesto de Ucrania. 
En verano de 2011 regresó a la liga húngara para jugar con Atomeromu SE. En su segunda temporada para este club, Atomerőmű alcanzó la semifinal de los play-off. 
Después de abandonar Hungría jugaría en Letonia en las filas del BK Ventspils y dos temporadas en la Basketball Bundesliga con Eisbaren Bremerhaven.
En agosto de 2016, firmaría con el AS Apollon Patras griego pero a las semanas después, firmaría con el Krepšinio klubas Lietkabelis lituano en el que jugaría durante dos temporadas.
El 21 de agosto de 2018, Williams firmó con BC Neptūnas Klaipėda en el que jugó la cifra de 40 partidos y promedió 15.38 puntos por encuentro en la Lietuvos Krepšinio Lyga. Además, disputó 15 partidos de la Basketball Champions League en los que promedió 10.46 puntos por partido.
En verano de 2019, firma por el Parma Basket Perm de la VTB United League en el que jugó la cifra de 17 partidos y promedió 11.18 puntos por encuentro.